# أورلاندو أورتيغا
أورلاندو أورتيغا (بالإسبانية: Orlando Ortega)‏ هو منافس ألعاب قوى كوبي وإسباني، ولد في 29 يوليو 1991 في آرتميسا في كوبا.

## وصلات خارجية
- أورلاندو أورتيغا على موقع الاتحاد الدولي لألعاب القوى (الإنجليزية)
- أورلاندو أورتيغا على موقع الاتحاد الأوروبي لألعاب القوى (الإنجليزية)
- أورلاندو أورتيغا على موقع الدوري الماسي (الإنجليزية)
- أورلاندو أورتيغا على موقع اللجنة الأولمبية الدولية (الإنجليزية)
- أورلاندو أورتيغا على موقع أوليمبيديا (الإنجليزية)
- أورلاندو أورتيغا على موقع اللجنة الأولمبية الإسبانية (الإسبانية)